# Köniz
Köniz é uma comuna da Suíça, no Cantão Berna, com cerca de 37.955 habitantes. Estende-se por uma área de 51,10 km², de densidade populacional de 743 hab/km². Confina com as seguintes comunas: Berna (Bern), Kehrsatz, Muri bei Bern, Neuenegg, Oberbalm, Ueberstorf (FR), Wahlern, Wald.
A língua oficial nesta comuna é o alemão.